# 野球選手

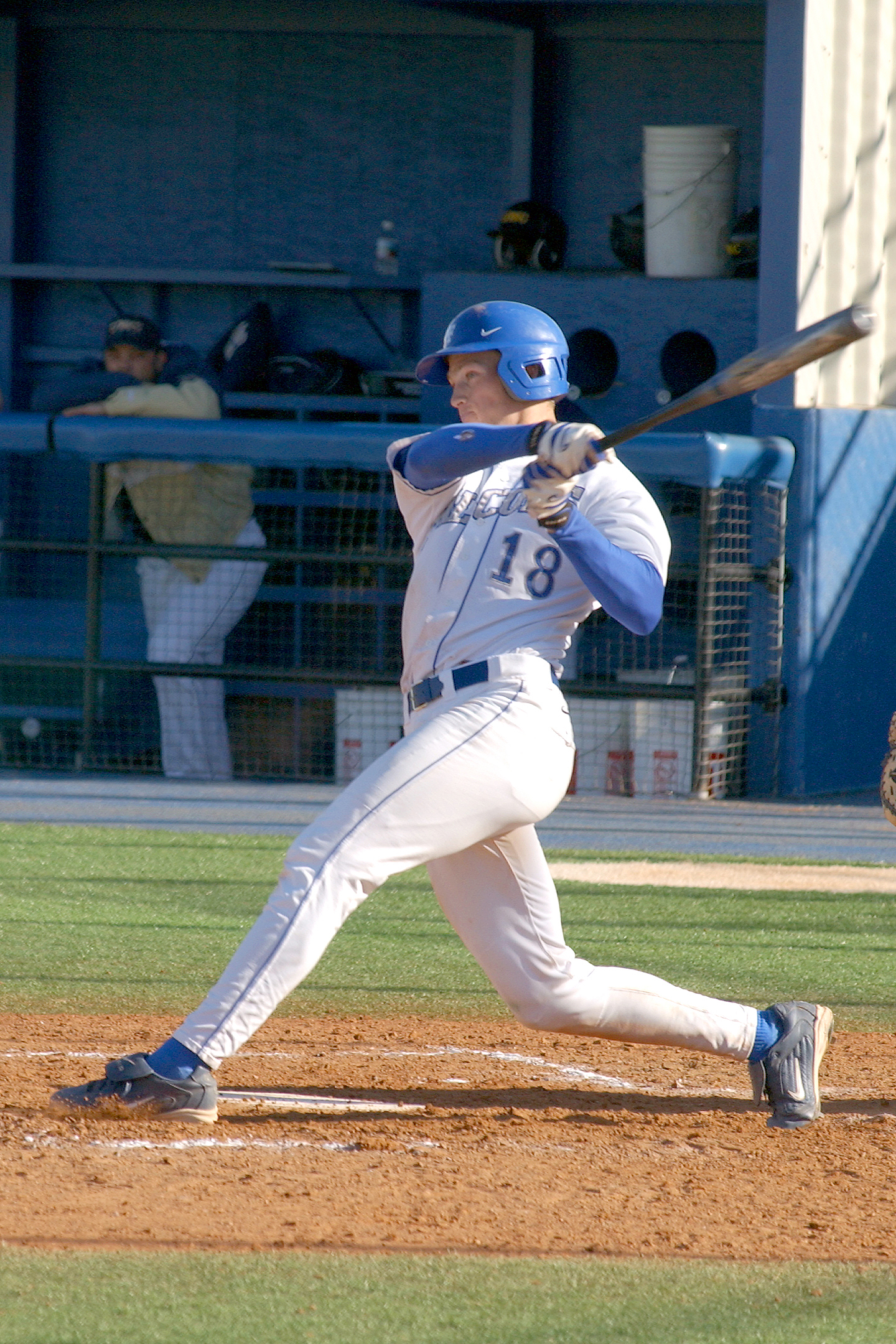
野球の打者（スイングする右打者）

野球選手（やきゅうせんしゅ）とは、野球競技において競技を行う者である。
通常、野球チーム（球団）の所属選手を指す。

## 概要
日本やアメリカ合衆国、大韓民国、台湾ではプロ野球選手を指す場合が多いが、世界各国での高校野球や大学野球、社会人野球、少年野球といったアマチュア野球の選手も、野球選手に属する。
野球選手の平均年俸は、2025年現在、4905万円となっている。